# Michel Côté
Michel Côté, OC (* 25. Juni 1950 in Alma, Québec; † 29. Mai 2023) war ein kanadischer Schauspieler.

## Leben
Côté schloss seine Schauspielausbildung an der National Theatre School im Jahr 1973 ab. Seit 1972 war er mit der Schauspielerin Véronique Le Flaguais verheiratet und hatte zwei Kinder. Ab Mitte der 1970er Jahre trat er als Schauspieler in Film und Fernsehen in Erscheinung. Sein Schaffen umfasst mehr als 40 Produktionen. Drei Mal war er auch als Drehbuchautor tätig.
2001 wurde Côté für La vie après l'amour als bester Schauspieler beim Prix Jutra nominiert. Zwei Genie-Award-Nominierungen stellten sich 1990 für Sweet Machos (Cruising Bar) und 2005 für The Last Tunnel (Le dernier tunnel) ein. Bei den 26. Genie Awards im Jahr 2006 gewann Côté als bester Hauptdarsteller für C.R.A.Z.Y. – Verrücktes Leben. Für den gleichen Film ging 2006 der Prix Jutra in der Kategorie Bester Nebendarsteller an ihn. Der Vancouver Film Critics Circle verlieh ihm 2006 den VFCC Award als bester Nebendarsteller ebenfalls für C.R.A.Z.Y. – Verrücktes Leben. In diesem vielfach ausgezeichneten Filmdrama von Regisseur Jean-Marc Vallée verkörperte Côté den Vater der Hauptfigur in Familienschwierigkeiten.
Michel Côté war bis 2007 Präsident der Prix-Jutra-Veranstaltung. Die Schauspielerin Danielle Proulx folgte ihm in dieser Aufgabe.
Côté starb Ende Mai 2023, knapp einen Monat vor Vollendung seines 73. Lebensjahres, an den Folgen eines Multiplen Myeloms.

## Filmografie (Auswahl)
| - 1979–1986: Bye-Bye (5 Folgen) - 1989: Sweet Machos (Cruising Bar) - 1989: In the Belly of the Dragon (Dans le ventre du dragon) - 1990: You’re Beautiful, Jeanne (T’es belle Jeanne) - 1994: Wind from Wyoming (Le Vent du Wyoming) - 1995: Mistaken Person (Erreur sur la personne) - 1995: Gabrielles schwarze Liste (Liste noire) - 2000: La vie après l’amour - 2004: The Last Tunnel (Le dernier tunnel) - 2003: Evil Words (Sur le seuil) - 2005: C.R.A.Z.Y. – Verrücktes Leben (C.R.A.Z.Y.) | - 1983: Au clair de la lune - 1989: Sweet Machos (Cruising Bar) |